# Elle aime et ment
Pour plus de détails, voir Fiche technique et Distribution.
Elle aime et ment (She Loves and Lies) est un film muet américain réalisé par Chester Withey et sorti en 1920.

## Synopsis
Marie Callender se fiance à un homme riche mais le regrette après qu'Ernest Lismore, qui est en difficulté financière, la sauve d'un immeuble en feu. Elle rompt les fiançailles mais garde la fortune. Apprenant la situation difficile d'Ernest, elle se fait passer pour une femme âgée et propose à Ernest de l'épouser pour le sauver de la ruine financière. Il accepte, et après leur mariage, Marie se pose en peintre dans le quartier bohème de la ville pour voir si Ernest va l'aimer. Après plusieurs difficultés, Marie retire sa perruque et Ernest découvre avec bonheur qu'elle est la peintre qui a conquis son cœur.

## Fiche technique
- Titre : Elle aime et ment
- Titre original : She Loves and Lies
- Réalisation : Chester Withey
- Scénario : Grant Cooper, Chester Withey d'après une histoire de Wilkie Collins
- Photographie : David Abel
- Montage :
- Producteur : Joseph M. Schenck
- Société de production : Norma Talmadge Film Corporation
- Société de distribution : Select Pictures Corporation
- Pays de production :  États-Unis
- Langue : film muet avec les intertitres en anglais
- Format : Noir et blanc — 35 mm — 1,33:1 — Muet
- Genre : Comédie dramatique
- Durée : 72 minutes
- Date de sortie : 
  - États-Unis : janvier 1920

## Distribution
- Norma Talmadge : Marie Callender, aka Marie Max et June Dayne
- Conway Tearle : Ernest Lismore
- Octavia Broske : Polly Poplar
- Phil Tead : Bob Brummell
- Ida Darling : Carrie Chisholm
- John T. Dillon :
- Eva Gordon :